# Championnat de Suisse de football 1939-1940
Navigation
Édition précédente Édition suivante

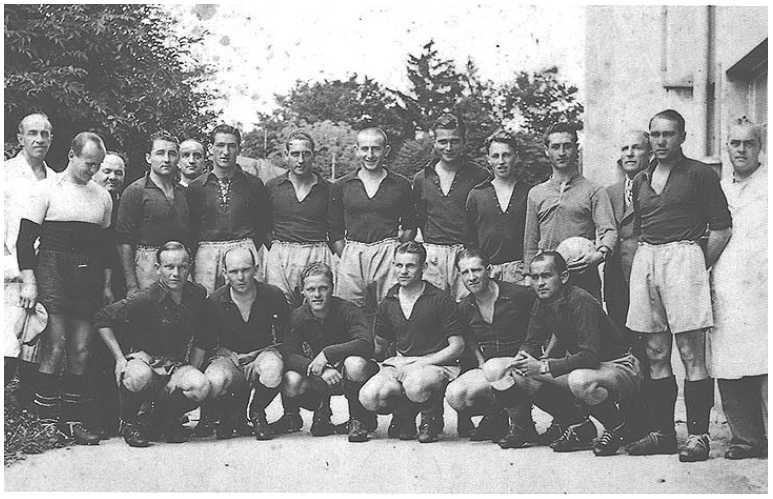
Servette FC (champion de Suisse 1939-1940)

La 43e édition du championnat de Suisse de football est remportée par le Servette FC pour la neuvième fois de son histoire.
Le FC Granges termine deuxième. Le Grasshopper-Club Zurich complète le podium.
Aucun club n'est promu ou relégué à la fin de ce championnat.
Georges Aeby, joueur du Servette FC finit meilleur buteur du championnat avec 22 buts.

## Les clubs de l'édition 1939-1940
| Club                    | Ville             |
| ----------------------- | ----------------- |
| BSC Young Boys          | Berne             |
| Grasshopper-Club Zurich | Zurich            |
| FC Biel-Bienne          | Bienne            |
| FC Granges              | Granges           |
| FC La Chaux-de-Fonds    | La Chaux-de-Fonds |
| FC Lucerne              | Lucerne           |
| FC Lugano               | Lugano            |
| FC Nordstern Bâle       | Bâle              |
| FC Saint-Gall           | Saint-Gall        |
| Lausanne-Sports         | Lausanne          |
| Servette FC             | Genève            |
| Young Fellows Zurich    | Zurich            |

## Compétition

### Classement
Le classement est établi sur le barème de points classique (victoire à 2 points, match nul à 1, défaite à 0).
| Rang | Équipe                  | Pts | J  | G  | N | P  | Bp | Bc | Diff |
| ---- | ----------------------- | --- | -- | -- | - | -- | -- | -- | ---- |
| 1    | Servette FC             | 41  | 22 | 19 | 3 | 0  | 64 | 14 | +50  |
| 2    | FC Granges              | 28  | 22 | 11 | 6 | 5  | 45 | 24 | +21  |
| 3    | Grasshopper-Club Zurich | 26  | 22 | 10 | 6 | 6  | 45 | 30 | +15  |
| 4    | FC Lausanne-Sport       | 25  | 22 | 10 | 5 | 7  | 40 | 26 | +14  |
| 5    | BSC Young Boys          | 25  | 22 | 11 | 3 | 8  | 37 | 27 | +10  |
| 6    | FC Lugano               | 25  | 22 | 12 | 1 | 9  | 46 | 38 | +8   |
| 7    | FC La Chaux-de-Fonds    | 22  | 22 | 10 | 2 | 10 | 41 | 35 | +6   |
| 8    | FC Lucerne              | 20  | 22 | 9  | 2 | 11 | 39 | 43 | -4   |
| 9    | FC Nordstern Bale       | 17  | 22 | 7  | 3 | 12 | 30 | 40 | -10  |
| 10   | FC Saint-Gall           | 13  | 22 | 5  | 3 | 14 | 27 | 63 | -36  |
| 11   | Young Fellows Zurich    | 12  | 22 | 4  | 4 | 14 | 30 | 53 | -23  |
| 12   | FC Biel-Bienne          | 10  | 22 | 3  | 4 | 15 | 19 | 70 | -51  |

|  | Champion de Suisse |

## Bilan de la saison
| Tableau d'Honneur                 |                         |
| Compétition                       | Vainqueur               |
| Championnat de Suisse de football | Servette FC             |
| Coupe de Suisse de football       | Grasshopper-Club Zurich |

| Promotions et relégations |   |
| Promus                    | - |
| Relégués                  | - |

## Statistiques

### Meilleur buteur
- Georges Aeby, Servette FC, 22 buts